# Stazione meteorologica di Gemona del Friuli
La stazione meteorologica di Gemona del Friuli è la stazione meteorologica di riferimento relativa alla località di Gemona del Friuli.

## Coordinate geografiche
La stazione meteo si trova nell'Italia nord-orientale, in Friuli-Venezia Giulia, in provincia di Udine, nel comune di Gemona del Friuli, a 307 metri s.l.m. e alle coordinate geografiche 46°17′N 13°09′E.

## Dati climatologici
In base alla media trentennale di riferimento 1961-1990, la temperatura media del mese più freddo, gennaio, si attesta a +3,1 °C; quella del mese più caldo, luglio, è di +21,6 °C .
| Gemona del Friuli  | Mesi | Mesi | Mesi | Mesi | Mesi | Mesi | Mesi | Mesi | Mesi | Mesi | Mesi | Mesi | Stagioni | Stagioni | Stagioni | Stagioni | Anno |
| Gemona del Friuli  | Gen  | Feb  | Mar  | Apr  | Mag  | Giu  | Lug  | Ago  | Set  | Ott  | Nov  | Dic  | Inv      | Pri      | Est      | Aut      | Anno |
| ------------------ | ---- | ---- | ---- | ---- | ---- | ---- | ---- | ---- | ---- | ---- | ---- | ---- | -------- | -------- | -------- | -------- | ---- |
| T. max. media (°C) | 6,5  | 7,9  | 11,5 | 16,2 | 21,0 | 24,2 | 26,6 | 26,0 | 23,1 | 18,1 | 11,5 | 7,4  | 7,3      | 16,2     | 25,6     | 17,6     | 16,7 |
| T. min. media (°C) | −0,3 | 0,0  | 3,6  | 7,3  | 11,1 | 14,5 | 16,6 | 16,1 | 13,4 | 9,3  | 4,8  | 0,7  | 0,1      | 7,3      | 15,7     | 9,2      | 8,1  |